# Мадисон (округ, Монтана)
Округ Мадисон (англ. Madison County) располагается в США, штате Монтана. Столицей округа является город Верджиния-Сити. По состоянию на 2020 год, численность населения составляла 8623 человека. Получил своё название в честь четвёртого президента США Джеймса Мэдисона.

## География
По данным Бюро переписи США, общая площадь округа равняется 9332 км², из которых 9290 км² суша и 41 км² или 0,45 % это водоемы.

### Соседние округа
- Биверхед (Монтана) — юго-запад, запад
- Силвер-Боу (Монтана) — северо-запад
- Джефферсон (Монтана) — север
- Галлатин (Монтана) — восток
- Фримонт (Айдахо) — юг

### Населённые пункты
По убыванию численности населения (указана в скобках на 2012 год), полужирным выделен административный центр
- Эннис (853)
- Верджиния-Сити (219)

### Климат
Согласно системе классификации климатов Кёппена, в округе Мадисон преимущественно пограничный влажный континентальный климат, который на климатических картах сокращённо обозначается аббревиатурой «Dfb», граничащий с холодным полузасушливым климатом («BSk») и субальпийским климатом («Dfc»). Приведенное выше утверждение соответствует данным из Западного регионального климатического центра (англ. Western Regional Climate Center ) за период с 1893 по 2016 год.

## Демография
По данным переписи населения 2000 года в округе проживает 6851 жителей в составе 2956 домашних хозяйств и 1921 семей. Плотность населения составляет 1 человек на км². На территории округа насчитывается 4671 жилых строений, при плотности застройки менее 1 строения на км². Расовый состав населения: белые — 97,02 %, афроамериканцы — 0,04 %, коренные американцы (индейцы) — 0,53 %, азиаты — 0,26 %, представители других рас — 0,76 %, представители двух или более рас — 1,39 %. Испаноязычные составляли 1,90 % населения.
В составе 26,10 % из общего числа домашних хозяйств проживают дети в возрасте до 18 лет, 57,80 % домашних хозяйств представляют собой супружеские пары проживающие вместе, 4,40 % домашних хозяйств представляют собой одиноких женщин без супруга, 35,00 % домашних хозяйств не имеют отношения к семьям, 29,30 % домашних хозяйств состоят из одного человека, 10,90 % домашних хозяйств состоят из престарелых (65 лет и старше), проживающих в одиночестве. Средний размер домашнего хозяйства составляет 2,29 человека, и средний размер семьи 2,85 человека.
Возрастной состав округа: 22,90 % моложе 18 лет, 4,90 % от 18 до 24, 25,00 % от 25 до 44, 30,10 % от 45 до 64 и 17,20 % от 65 и старше. Средний возраст жителя округа 43 года. На каждые 100 женщин приходится 102,30 мужчин. На каждые 100 женщин старше 18 лет приходится 103,90 мужчин.
Средний доход на домохозяйство в округе составлял 30 233 USD, на семью — 35 536 USD. Среднестатистический заработок мужчины был 26 606 USD против 17 917 USD для женщины. Доход на душу населения был 16 944 USD. Около 10,20 % семей и 12,10 % общего населения находились ниже черты бедности, в том числе — 14,20 % молодежи (тех кому ещё не исполнилось 18 лет) и 9,30 % тех, кому было уже больше 65 лет.